# NHKメディアホールディングス
株式会社NHKメディアホールディングスは、日本放送協会（NHK）の関連団体の再編と合理化の一環として設立された中間持株会社である。

## 概要
NHKでは関連団体をスリム化し、業務の重複している会社・団体の整理・統合を進めて、コスト削減を目指すとしているが、その一環として、番組制作に関係するNHKエンタープライズ（娯楽・ドラマなど）、NHKグローバルメディアサービス（報道・スポーツなど）、NHKエデュケーショナル（Eテレ向けの教養番組など）の製作会社3社を含む5社を中間持株会社として経営統合させ、NHKがその持株会社に27億円の出資を行い、2022年11月に総務省から認可を得た。2022年度以降の設立を目指すとしていたが、同年12月1日に設立された。
今回、中間持株会社にNHKが直接出資することができたのは、第208回国会会期中の2022年6月10日にて成立、10月1日に施行した改正放送法二十二条の二でNHKからの直接出資が認められたことによる。

## 同ホールディングス傘下のNHK関連団体
- NHKエンタープライズ
- NHKグローバルメディアサービス
- NHKエデュケーショナル
- NHKプロモーション（NHKが主催・後援するイベントの企画・運営）
- NHKアート（NHKをはじめとするテレビ番組のセットなどの制作）

## 外部資料
- NHK関連団体について
- NHK グループの新たな体制について